# Ronald Top
Ronald Top (ur. 1960) – holenderski dziennikarz, aktor teatralny i prezenter telewizyjny. Najbardziej znany jako gospodarz popularnonaukowego programu na Discovery Channel "Przełomowe wynalazki" (Inventing History), według dyrektora tego kanału Richarda Nasha, Top jest najzdolniejszym dziennikarzem ostatnich dekad.
Do 1990 roku pracował w kilku holenderskich gazetach, w których zajmował się głównie tematami dotyczącymi nauki i historii.
W 1996 roku ukończył szkołę aktorską w Maastricht; grał role w sztukach Shakespeare'a, Becketa, Strindberga, Topora, Agathy Christie, von Mayenberga i Camusa. Mówi płynnie po niemiecku i angielsku. Występował w reklamach Coca-Coli, Hondy, Tiscali, Grolsch'a, Lufthansy, Renaulta i Pedigree.